# США на летних Олимпийских играх 1924
На летних Олимпийских играх 1924 года США представляли 299 спортсменов (275 мужчин, 24 женщины). Они завоевали 45 золотых, 27 серебряных и 27 бронзовых медалей, что вывело сборную на 1-е место в неофициальном командном зачёте.

## Медалисты
| Медаль  | Спортсмен | Вид спорта            | Дисциплина                                                             |
| ------- | --- | --------------------- | ---------------------------------------------------------------------- |
| Золото  | Джексон Шольц | Лёгкая атлетика       | Мужчины, 200 м                                                         |
| Золото  | Дэниел Кинси | Лёгкая атлетика       | Мужчины, 110 м с барьерами                                             |
| Золото  | Морган Тейлор | Лёгкая атлетика       | Мужчины, 400 м с барьерами                                             |
| Золото  | Лорен Мерчисон Луис Кларк Фрэнк Хасси Альфред Лекони | Лёгкая атлетика       | Мужчины, эстафета 4×100 м                                              |
| Золото  | Коммодор Кочран Алан Хеллфрич Оливер Макдональд Уильям Стивенсон                                                                                                  | Лёгкая атлетика       | Мужчины, эстафета 4×400 м                                              |
| Золото  | Уильям Хуббард | Лёгкая атлетика       | Мужчины, прыжки в длину                                                |
| Золото  | Харольд Осборн | Лёгкая атлетика       | Мужчины, прыжки в высоту                                               |
| Золото  | Ли Барнс | Лёгкая атлетика       | Мужчины, прыжки с шестом                                               |
| Золото  | Кларенс Хаузер | Лёгкая атлетика       | Мужчины, толкание ядра                                                 |
| Золото  | Кларенс Хаузер | Лёгкая атлетика       | Мужчины, метание диска                                                 |
| Золото  | Фред Тутелл | Лёгкая атлетика       | Мужчины, метание молота                                                |
| Золото  | Харольд Осборн | Лёгкая атлетика       | Мужчины, десятиборье                                                   |
| Золото  | Фидель Ла Барба | Бокс                  | Мужчины, до 50,8 кг                                                    |
| Золото  | Джеки Филдс | Бокс                  | Мужчины, до 57,2 кг                                                    |
| Золото  | Альберт Уайт | Прыжки в воду         | Мужчины, трамплин 3 м                                                  |
| Золото  | Альберт Уайт | Прыжки в воду         | Мужчины, вышка 10 м                                                    |
| Золото  | Элизабет Бекер | Прыжки в воду         | Женщины, трамплин 3 м                                                  |
| Золото  | Кэролайн Смит | Прыжки в воду         | Женщины, вышка 10 м                                                    |
| Золото  | Франк Криз | Спортивная гимнастика | Мужчины, опорный прыжок                                                |
| Золото  | Пол Костелло Джон Келли | Академическая гребля  | Мужчины, двойки парные                                                 |
| Золото  | Леонард Карпентер Ховард Кингсбери Альфред Линдли Джон Миллер Джеймс Рокфеллер Фредерик Шеффилд Бенджамин Спок Альфред Уилсон Лоренс Стоддард                     | Академическая гребля  | Мужчины, восьмёрки                                                     |
| Золото  | Команда | Регби                 | Мужчины                                                                |
| Золото  | Генри Бейли | Стрельба              | Мужчины, скорострельный пистолет, 25 м                                 |
| Золото  | Моррис Фишер | Стрельба              | Мужчины, произвольная винтовка лёжа, 600 м                             |
| Золото  | Моррис Фишер Рэймонд Культер Джозеф Крокет Сидни Хайндс Уолтер Стокс                                                                                              | Стрельба              | Мужчины, произвольная винтовка лёжа, 600 м, командное первенство       |
| Золото  | Джон Болес | Стрельба              | Мужчины, одиночные выстрелы по движущейся мишени, 100 м                |
| Золото  | Фредерик Этчен Сэмюэл Шерман Уильям Силкуорт Франк Худжес | Стрельба              | Мужчины, трап, командное первенство                                    |
| Золото  | Джонни Вайсмюллер | Плавание              | Мужчины, 100 м вольным стилем                                          |
| Золото  | Джонни Вайсмюллер | Плавание              | Мужчины, 400 м вольным стилем                                          |
| Золото  | Уоррен Кеалоха | Плавание              | Мужчины, 100 м на спине                                                |
| Золото  | Роберт Скелтон | Плавание              | Мужчины, 200 м брассом                                                 |
| Золото  | Ральф Брейер Гарри Глэнси Ричард Ховелл Джеймс Уоллес О'Коннор Джонни Вайсмюллер                                                                                  | Плавание              | Мужчины, эстафета 4×200 м вольным стилем                               |
| Золото  | Этель Лэки | Плавание              | Женщины, 100 м вольным стилем                                          |
| Золото  | Марта Норелиус | Плавание              | Женщины, 400 м вольным стилем                                          |
| Золото  | Сибил Бауэр | Плавание              | Женщины, 100 м на спине                                                |
| Золото  | Юфрэйзиа Доннели Гертруда Эдерле Этель Лэки Марихен Везелау | Плавание              | Женщины, эстафета 4×100 м вольным стилем                               |
| Золото  | Винсент Ричардс | Теннис                | Мужчины, одиночный разряд                                              |
| Золото  | Винсент Ричардс Фрэнсис Хантер | Теннис                | Мужчины, парный разряд                                                 |
| Золото  | Хелен Уиллз | Теннис                | Женщины, одиночный разряд                                              |
| Золото  | Хейзел Уайтмен Хелен Уиллз | Теннис                | Женщины, парный разряд                                                 |
| Золото  | Хейзел Уайтмен Р. Норрис Уильямс | Теннис                | Смешанный разряд                                                       |
| Золото  | Робин Рид | Борьба                | Мужчины, вольный стиль, до 61 кг                                       |
| Золото  | Рассел Вис | Борьба                | Мужчины, вольный стиль, до 66 кг                                       |
| Золото  | Джон Спеллман | Борьба                | Мужчины, вольный стиль, до 87 кг                                       |
| Золото  | Гарри Стил | Борьба                | Мужчины, вольный стиль, свыше 87 кг                                    |
| Серебро | Джексон Шольц | Лёгкая атлетика       | Мужчины, 100 м                                                         |
| Серебро | Чарльз Паддок | Лёгкая атлетика       | Мужчины, 200 м                                                         |
| Серебро | Горацио Фитч | Лёгкая атлетика       | Мужчины, 400 м                                                         |
| Серебро | Эрл Джонсон Артур Студенрот Аугуст Фагер | Лёгкая атлетика       | Мужчины, командный кросс                                               |
| Серебро | Лерой Браун | Лёгкая атлетика       | Мужчины, прыжки в высоту                                               |
| Серебро | Эдвард Гурдин | Лёгкая атлетика       | Мужчины, прыжки в длину                                                |
| Серебро | Глен Грэхэм | Лёгкая атлетика       | Мужчины, с шестом                                                      |
| Серебро | Глен Хартранфт | Лёгкая атлетика       | Мужчины, толкание ядра                                                 |
| Серебро | Мэтт Макграт | Лёгкая атлетика       | Мужчины, метание молота                                                |
| Серебро | Эмерсон Нортон | Лёгкая атлетика       | Мужчины, десятиборье                                                   |
| Серебро | Пит Десджардинс | Прыжки в воду         | Мужчины, трамплин 3 м                                                  |
| Серебро | Эйлин Риджин | Прыжки в воду         | Женщины, трамплин 3 м                                                  |
| Серебро | Элизабет Бекер | Прыжки в воду         | Женщины, вышка 10 м                                                    |
| Серебро | Команда | Поло                  | Мужчины                                                                |
| Серебро | Уильям Гилмор | Академическая гребля  | Мужчины, одиночки                                                      |
| Серебро | Маркус Динвидди | Стрельба              | Мужчины, малокалиберная винтовка лёжа, 50 м                            |
| Серебро | Карл Осберн | Стрельба              | Мужчины, произвольная винтовка, 600 м                                  |
| Серебро | Дьюк Каханамоку | Плавание              | Мужчины, 100 м вольным стилем                                          |
| Серебро | Пол Вайатт | Плавание              | Мужчины, 100 м на спине                                                |
| Серебро | Марихен Везелау | Плавание              | Женщины, 100 м вольным стилем                                          |
| Серебро | Хелен Уэйнрайт | Плавание              | Женщины, 400 м вольным стилем                                          |
| Серебро | Агнес Герэти | Плавание              | Женщины, 200 м брассом                                                 |
| Серебро | Марион Джессап Винсент Ричардс | Теннис                | Смешанный разряд                                                       |
| Серебро | Честер Ньютон | Борьба                | Мужчины, вольный стиль, до 61 кг                                       |
| Бронза  | Шуйлер Энк | Лёгкая атлетика       | Мужчины, 800 м                                                         |
| Бронза  | Эдвард Кирби Уильям Кокс Уильярд Тиббеттс | Лёгкая атлетика       | Мужчины, командный бег на 3000 м                                       |
| Бронза  | Иван Райли | Лёгкая атлетика       | Мужчины, 400 м с барьерами                                             |
| Бронза  | Эрл Джонсон | Лёгкая атлетика       | Мужчины, кросс                                                         |
| Бронза  | Кларенс Демар | Лёгкая атлетика       | Мужчины, марафон                                                       |
| Бронза  | Джеймс Брукер | Лёгкая атлетика       | Мужчины, прыжки с шестом                                               |
| Бронза  | Юджин Оберст | Лёгкая атлетика       | Мужчины, метание копья                                                 |
| Бронза  | Томас Либ | Лёгкая атлетика       | Мужчины, метание диска                                                 |
| Бронза  | Роберт Легендр | Лёгкая атлетика       | Мужчины, пятиборье                                                     |
| Бронза  | Рэймонд Фи | Бокс                  | Мужчины, до 50,8 кг                                                    |
| Бронза  | Фредерик Бойлстайн | Бокс                  | Мужчины, до 61,2 кг                                                    |
| Бронза  | Кларен Пинкстон | Прыжки в воду         | Мужчины, трамплин 3 м                                                  |
| Бронза  | Кларен Пинкстон | Прыжки в воду         | Мужчины, вышка 10 м                                                    |
| Бронза  | Кэролайн Флетчер | Прыжки в воду         | Женщины, трамплин 3 м                                                  |
| Бронза  | Слоан Доак | Конный спорт          | Троеборье, личное первенство                                           |
| Бронза  | Леон Батлер Гарольд Уилсон Эдвард Дженнингс | Академическая гребля  | Мужчины, двойки распашные с рулевым                                    |
| Бронза  | Роберт Герхардт Сидней Джелинек Эдвард Митчелл Хенри Уэлсфорд Джон Кеннеди                                                                                        | Академическая гребля  | Мужчины, четвёрки распашные с рулевым                                  |
| Бронза  | Франк Худжес | Стрельба              | Мужчины, трап                                                          |
| Бронза  | Джон Болес Рэймонд Культер Уолтер Стокс Деннис Фентон | Стрельба              | Мужчины, одиночные выстрелы по движущейся мишени, командное первенство |
| Бронза  | Сэмюэл Каханамоку | Плавание              | Мужчины, 100 м вольным стилем                                          |
| Бронза  | Вильям Киршбаум | Плавание              | Мужчины, 200 м брассом                                                 |
| Бронза  | Гертруда Эдерле | Плавание              | Женщины, 100 м вольным стилем                                          |
| Бронза  | Гертруда Эдерле | Плавание              | Женщины, 400 м вольным стилем                                          |
| Бронза  | Эйлин Риджин | Плавание              | Женщины, 100 м на спине                                                |
| Бронза  | Артур Остин Элмер Коллетт Генри Хэнди Оливер Хорн Фредерик Лауэр Джордж Митчелл Джон Нортон Джеймс Уоллес О'Коннор Джордж Скрот Герберт Воллмер Джонни Вайсмюллер | Водное поло           | Мужчины                                                                |
| Бронза  | Брайан Хайнес | Борьба                | Мужчины, вольный стиль, до 56 кг                                       |

## Результаты соревнований

### Академическая гребля
Соревнования по академической гребле проходили на реке Сена в северо-западном предместье Парижа Аржантёе. В зависимости от дисциплины в финал соревнований попадал либо победитель заезда, либо гребцы, занявшие первые два места. В ряде дисциплин спортсмены, пришедшие на предварительном этапе к финишу вторыми, получали право продолжить борьбу за медали в отборочном заезде. В финале участвовали 4 сильнейших экипажа.
Мужчины
| Соревнование | Спортсмены    | Первый раунд | Первый раунд | Первый раунд | Отборочный заезд | Отборочный заезд | Финал  | Финал |
| Соревнование | Спортсмены    | Заезд        | Время        | Место        | Время            | Место            | Время  | Место |
| ------------ | ------------- | ------------ | ------------ | ------------ | ---------------- | ---------------- | ------ | ----- |
| одиночки     | Уильям Гилмор | 3            | 7:03,2 OB    | 1 Q          | не участвовал    | не участвовал    | 7:54,0 | 2     |